# 주빌리선
주빌리선(Jubilee line)은 1979년에 개통한 런던 지하철의 노선 가운데 하나이며 회색을 사용한다. 총길이 36km로 27개의 역이 영업 중이며, 지상역 14개, 지하역 13개이다. 1977년 엘리자베스 2세 여왕 즉위 25주년(실버 주빌리, Silver Jubilee)를 기념하기 위한 차원에서 명명되었다. 1999년 템스강 이남의 구간 (그린파크-스트랫포드)가 개통했고, 동시에 기존구간 일부 (그린파크-차링 크로스)가 문을 닫았다. 차량기지는 스트랫포드 마켓(Stratford Market)과 니스던(Neasden)이다. 전체 노선 중 여섯 번째로 복잡하다.

## 역사
주빌리 선은 1979년 4월 30일 베이커 스트리트-차링 크로스(Charing Cross)까지의 구간이 개통되었다. 원래 주빌리 노선은 플리트 (Fleet) 노선이 될 예정이었지만 엘리자베스 2세의 실버 주빌리를 기념하기 위해 주빌리(Jubilee)노선으로 바뀌었다.1일 후 베이컬루 노선의 스탄모어 지선을 주빌리 라인이 대신하고 차량기지를 니스든으로 지정했다. 주빌리 라인의 본래 연장 계획은 알드위치(Aldwych) - 루드게이트 서커스(Ludgate Circus) - 팬처치 스트리트(Fenchurch Street)- 루이삼(Lewisham) 이었지만 1999년 연장은 그린파크-스트렛포드로 건설되었다. 개통은 4 단계로 이루어졌는데, 1단계는 스트렛포드--노스 그린위치,2단계는 노스 그린위치--버몬드시,3단계는 버몬드시--워털루, 4단계는 기존 노선과 연결하여 그린 파크--워털루. 4단계가 완성되기 하루 전 그린 파크--차링 크로스 구간이 문을 닫았다.

## 1999년 연장
원래 계획은 현재 운영중인 그린파크(Green Park)-스트랫포드(Stratford)구간이 아니었다. 당초 계획은 차링 크로스-알드위치(Aldwych)-루드게이트 서커스(Ludgate Circus)-펜처치 스트리트(Fenchurch Street station)를 거쳐 뉴 크로스(New Cross)와 루위셤(Lewisham)으로 가는 계획을 가지고 있었으며, 주빌리 선이 개통하기 직전 1979년 계획이 도그 섬(Isle of dogs)와 로열 도크(Royal Dock)를 거쳐 템즈메드(Thamesmead)로 가는 계획이 세워졌다.

## 노선
- 스탠모어
- 캐논스 파크
- 퀸즈베리
- 킹즈베리
- 웸블리 파크
- 니즈던
- 돌리스 힐
- 윌스던 그린
- 킬번 역
- 웨스트 햄스테드
- 핀츨리 로드
- 스위스 코티지
- 세인트 존스 우드
- 베이커 스트리트
- 본드 스트리트
- 그린 파크
- 웨스트민스터
- 워털루
- 서더크
- 런던 브릿지
- 버먼지
- 캐나다 워터
- 카나리 워프
- 노스 그린위치
- 캐닝 타운
- 웨스트 햄
- 스트랫포드